# Esentepe
Esentepe (Grieks: Άγιος Αμβρόσιος; Agios Amvrosios) is een dorp gelegen in het district van Girne ten oosten van de stad Girne. Het ligt sinds 1983 in Turkse deel van Cyprus.
De Griekse naam van het dorp, Agios Amvrosios, is afgeleid van de naam van een bisschop uit Milaan genaamd Sint-Ambrosius.